# Wyeomyia juxtahirsuta
Wyeomyia juxtahirsuta är en tvåvingeart som beskrevs av John Nicholas Belkin och Hermann von Heinemann 1970. Wyeomyia juxtahirsuta ingår i släktet Wyeomyia och familjen stickmyggor.
Artens utbredningsområde är Jamaica. Inga underarter finns listade i Catalogue of Life.